# Cafetaleros del Táchira
Cafetaleros del Táchira BBC es un equipo de béisbol de Venezuela que milita en la Liga Nacional Bolivariana de Béisbol, juega en la conferencia Centro-Occidental, estando en la división Llanera-Andina. Se fundó en el año 2005, en este mismo debuta en la Liga Nacional Bolivariana de Béisbol. El equipo de Cafetaleros del Táchira, juega sus partidos en el Estadio Metropolitano de San Cristóbal que tiene una capacidad de 22.000 personas.

## Historia
Los cafetaleros del tachira se fundó en el año 2005 en el cual lo colocarían en la conferencia Centro-Occidental y dentro de esta misma entrarían en la división Llanera-Andina compartiendo división con Atléticos de Turen y los cóndor de merida, Petroleros de Barinas(equipo que ganaría el título para ese año), Trujillanos BBC y el equipo representante del estado Zulia. A Cóndor no le iría bien en su primera temporada, no lograrían llegar a clasificarse para la ronda semifinal de la división Llanera-Andina.

## Estadio
El Estadio Metropolitano de San Cristóbal es una infraestructura deportiva construida para la práctica del Béisbol, ubicada en la ciudad de San Cristóbal en los andes venezolanos específicamente en el Estado Táchira. Fue inaugurado en 2005.
Fue edificada por el Instituto Nacional de Deportes de Venezuela (IND) y la gobernación del Estado Táchira, justo al lado del Polideportivo de Pueblo Nuevo de Fútbol, especialmente con motivo de la celebración de los Juegos Deportivos Nacionales "Andes 2005", tomando como referencia al "Coors Field", hogar de los Rockies de Colorado, posee una capacidad para 22 mil espectadores sentados, cabinas para la transmisión por televisión y radio, 2 ascensores, 9 mil metros cuadrados de gramado del tipo "Bermuda", Salones VIP, rampas internas para acceso y desalojo, un techado especial que no requiere mantenimiento, y una escultura en la entrada realizada por el tachirense Jorge Belandría, aunque oficialmente se inauguró en la ceremonia de cierre de los juegos, el primer partido de béisbol que se jugó fue el 30 de diciembre de 2005.